# Гай Юний Фаустин Плацид Постумиан
Гай Юний Фаустин Плацид Постумиан (на латински: Gaius Iunius Faustinus Placidus Postumianus) е политик и сенатор на Римската империя през 2 век.
През 176 – 178 г. той е управител на провинция Долна Мизия.